# Micheldorf in Oberösterreich
Micheldorf in Oberösterreich je městys v rakouské spolkové zemi Horní Rakousy, v okrese Kirchdorf.

## Počet obyvatel
K 1. lednu 2016 zde žilo 5 808 obyvatel.

## Politika

### Starostové
Starostové od roku 1850
- 1850 Caspar Zeitlinger
- 1861 Mathias Hoislbauer
- 1864 Michael Weinmeister
- 1867 Mathias Hoislbauer
- 1868 Franz Zeitlinger
- 1873 Franz Führinger
- 1876 Kaspar Strasser
- 1879 Franz Zeitlinger
- 1880 Mathias Tretter
- 1884 Alexander Moser
- 1885 Johann Weyermayr
- 1887 Johann Schlager
- 1891 Franz Weyermayr
- 1903 Franz Hebesberger
- 1906 Franz Hofinger
- 1909 Franz Hebesberger
- 1912 Franz Hofinger
- 1918 Josef Riesenhuber
- 1919 Kaspar Strasser
- 1924 Josef Riesenhuber
- 1929 Michael Oberndorfinger
- 1934 Franz Döttlinger (dosazen Vaterländischen Front)
- 1938 Otto Strutzenberger (provizorně dosazen NSDAP)
- 1938 Johann Berger (provizorně dosazen NSDAP)
- 1945 Leo Mauhart (dosazen americkou vojenskou vládou)
- 1950 Michael Oberndorfinger
- 1955 Franz Zwicklhuber
- 1958 Josef Gumpenberger
- 1967 Fritz Rubey
- 1976 Dieter Heidlmaier
- 1991 Ewald Anton Lindinger (SPÖ)